# 塞浦路斯人联盟
塞浦路斯人联盟（希臘語：Ένωσις Κυπρίων）是塞浦路斯和北塞浦路斯的一个政治组织，奉行进步主义和塞浦路斯民族主义。该组织呼吁建立统一的塞浦路斯国家，恢复1963年—1964年危机后被破坏的宪法秩序，并结束土耳其对塞浦路斯的占领。该组织的主席是奥兹·卡拉汉。该组织是革命政党和组织国际协调和人民斗争国际联盟的成员。